# Sekar Mengkuang
Sekar Mengkuang is een bestuurslaag in het regentschap Bungo van de provincie Jambi, Indonesië. Sekar Mengkuang telt 1453 inwoners (volkstelling 2010).